# Kosymplektische Mannigfaltigkeit
In der Mathematik sind kosymplektische Mannigfaltigkeiten ein Begriff aus der Differentialgeometrie, der als ungerade-dimensionales Analog von Kähler-Mannigfaltigkeiten angesehen wird. Lokal sind sie das Produkt einer Kähler-Mannigfaltigkeit mit der reellen Gerade {\displaystyle \mathbb {R} }.

## Definition
Eine kosymplektische Mannigfaltigkeit {\displaystyle (M,J,\xi ,\alpha ,g)} ist eine kompakte normale metrische Fast-Kontaktmannigfaltigkeit mit 
{\displaystyle d\alpha =0} und {\displaystyle d\omega =0}
für die 2-Form {\displaystyle \omega (.,.)=g(J.,.)}.
Das Paar {\displaystyle (Kern(\alpha ),\omega )} definiert eine Kähler-Riemannsche Blätterung.

## Beispiele
- Produkte von Kähler-Mannigfaltigkeiten mit {\displaystyle 1}-dimensionalen Mannigfaltigkeiten
- Produkte ungerade-dimensionaler Tori mit komplex-projektiven Räumen

## Eigenschaften
Die Betti-Zahlen kosymplektischer {\displaystyle (2n+1)-}Mannigfaltigkeiten erfüllen die Bedingungen
- {\displaystyle b_{i}(M)\not =0} für {\displaystyle 0\leq i\leq 2n+1}
- {\displaystyle b_{0}(M)\leq b_{1}(M)\leq \ldots \leq b_{n}(M)=b_{n+1}(M)}
- {\displaystyle b_{n+1}(M)\leq b_{n+2}(M)\geq \ldots \geq b_{2n+1}(M).}

Kosymplektische Mannigfaltigkeiten sind formal.